# 林奇葳
林奇葳，台灣女藝人，經歷：設計美學節目主持人，前年代新聞台主播。美國東華盛頓大學藝術系畢業。美國奧勒岡州立大學研究所錄取。曾經擔任華航空服員、自由藝術工作者、模特兒、畫廊國際事務、年代電視台主播、時尚潮流藝術、美食旅遊節目主持人。

## 節目主持
| 時間 | 頻道                     | 節目                         | 備註                                              |
|      | 設計美學節目：台視       | 《設計家》《就是愛住設計家》 |                                                   |
|      | 美食節目：中視           | 《周五八點黨》               | 與胡瓜                                            |
|      | 益智節目： 中天          | 《頂尖對決》                 | 與徐乃麟                                          |
|      | 旅遊外景節目：年代MUCH台 | 《台灣人在大陸》             |                                                   |
|      | 時尚生活節目：年代MUCH台 | 《玩美生活家》               |                                                   |
|      | 老歌回憶節目：年代MUCH台 | 《塵封歲月》                 | 與張魁                                            |
|      | 時尚節目：超視           | 《明周報報》                 | 代班主持                                          |
|      | 音樂特輯：年代MUCH台     | 《魔法音樂學院》             | 主持                                              |
|      | 藝文時尚節目：年代新聞台 | 《年代品味風》               | 製作企劃主持 （節目曾榮獲廣電基金會優良節目肯定） |

## 外部連結
- 林奇葳 Chiwei Lin的Facebook專頁
- 林奇葳的新浪微博